# Ur So Gay
"Ur So Gay" je debitantski singl američke kantautorice Katy Perry. Pjesma je dobila svoj EP, a kasnije je stavljena na njen debitantski album One of the Boys. Capitol Records je pjesmu postavio na njenu službenu web stranicu kao besplatni download.

## O pjesmi
Pop kraljica Madonna je prilikom intervjua za američki radio KRQ 93.7 izjavila da joj je pjesma "Ur So Gay" trenutno omiljena pjesma. Katy je rekla da je za svoj prvi singl željela obraditi neku pjesmu sastava Queen, pošto je velika obožavateljica Freddieja Mercuryja, ali se predomislila.

## Top liste
| Top liste (2007.)           | Najviša pozicija |
| --------------------------- | ---------------- |
| SAD Hot Dance Singles Sales | 1                |
| SAD Hot 100 Singles Sales   | 2                |